# Зейферт, Илья Иванович
Илья Иванович Зейферт  (20 июля (1 августа) 1838, Киев — 10 (22) мая 1888) — депутат Киевской городской думы, основатель Лукьяновского кладбища, надворный советник, дворянин.
Был женат на Александре Дмитриевне, внучке известного украинского ювелира Самсона Ивановича Стрельбицкого. 
Дед революционера Всеволода Митрофановича Довнар-Запольского.

## Изображения

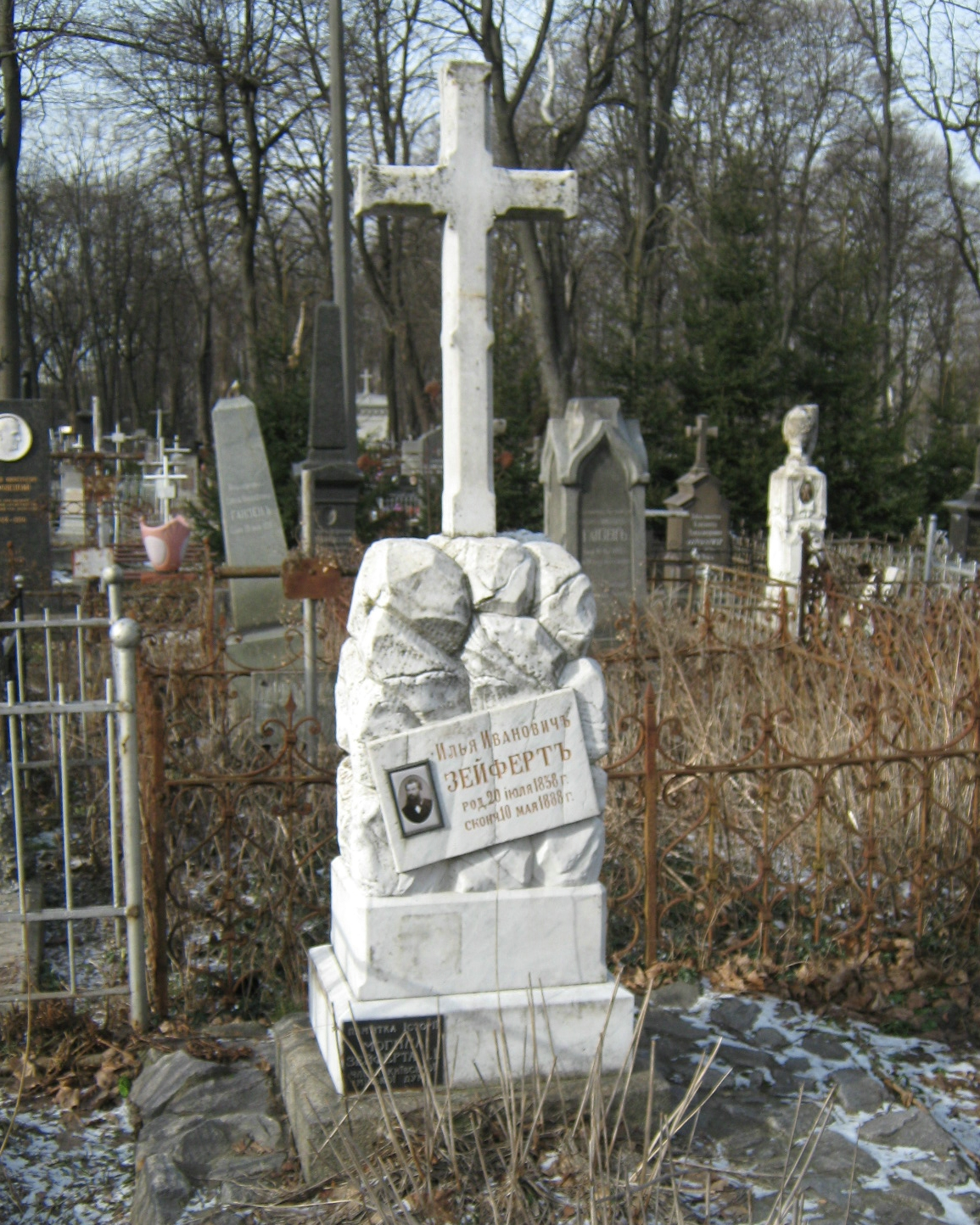
Могила Ильи Зейферта на Лукьяновском кладбище